# Onthophagus investis
Onthophagus investis là một loài bọ cánh cứng trong họ Bọ hung (Scarabaeidae).